# 紫竹昭葉
紫竹 昭葉（しちく あきよ、1927年〈昭和2年〉3月27日 - 2021年〈令和3年〉5月4日）は、紫竹ガーデン（北海道帯広市の名物観光庭園）のオーナー。夫が亡くなったことをきっかけに、紫竹ガーデンをオープンし、運営会社の社長としても活躍した。また、亡くなる前まで庭に出て客を迎え、案内しており「紫竹おばあちゃん」としても親しまれた。著書に『咲きたい花はかならず開く』『紫竹おばあちゃんのときめきの花暮らし』などがある。本名は紫竹昭代。

## 経歴
1927年（昭和2年）北海道帯広生まれ。子供の頃から花が好きで、姉や友人と自宅近郊の山で遊び、家の近所にも花に恵まれた原生花園がある環境で育った。旧制北海道庁立帯広高等女学校（後の北海道帯広三条高等学校）在学中、図画の教員から譲られたチューリップの球根を自宅で植え、凍った土を突き破って芽を出したのを見て、花とのかかわりで忘れられない感動となった。
終戦直後、20歳で当時の帯広農業専門学校助教授だった紫竹勲と結婚した。夫婦仲の良さは自他共に認めており、口喧嘩すら一度もしたことがなく、幸福な結婚生活を送っていた。
56歳のとき、夫が心筋梗塞で60歳で急逝した。しばらくは悲嘆に暮れていたが、長女から「お母さんは太陽のような人」と言っていた教えられたことが転機となり、幼少時に遊んだ帯広の野原を思い、花々の咲く庭園作りに乗り出した。土地造成に伴い、幼少時の遊び場である野原が失われていたこともまた、庭園作りの動機の一つとなった。1989年（平成元年）9月、運営会社として有限会社紫竹ガーデン遊華を設立して代表取締役社長に就任、1992年（平成4年）に観光を目的とした庭園「紫竹ガーデン遊華」を、帯広市内に開園した。
当時はまだ観光ガーデンが一般的でなかった当時、入場料のみでの経営は困難だったため、庭や花壇作りの営業や講演会などで、北海道中を奔走した。その甲斐あって紫竹ガーデンは次第にメディアに取り上げられ始め、初年度は2千人に過ぎなかった入園者数が、6年目の1997年（平成9年）は6万人に達し、2000年（平成12年）には約10万人を超えた。台湾やロシアなど、日本国外からも客が訪れるようになった。2008年（平成20年）には、桜の名所づくりを進める財団法人日本花の会北海道支部の設立と共に、事務局が紫竹ガーデンに置かれ、支部長に就任した。
ガーデンの運営の一方で、新型コロナウイルスの流行以来、終息の願いを込めて、疫病除けと伝えられる妖怪のアマビエの絵を描いて知人に配っており、一部は没後の同2021年8月には東日本高速道路に寄贈され、十勝地方を中心とした道東自動車道のサービスエリアとパーキングエリアに飾られた。
2021年（令和3年）5月4日、日課の庭の手入れをしている最中、花の種を手にしたまま倒れ、同日に帯広市内の病院で、大動脈瘤破裂のため94歳で死去した。

## 人物
紫竹ガーデンの開園以来、1日も休むことなく、花の世話と来客の案内を続けた。早朝4時に起床し、庭園を見回り、来客に応じ、多忙な1日の末に、気がつくと20時を過ぎていることも多かった。
花をモチーフにした華やかな服装も特徴であり、「一緒に写真を撮りたい」との来客の声にも、笑顔で応対した。心から花を愛し、常に誰にでも笑顔で接することで、多くの人々に親しまれた。
アメリカの園芸家のターシャ・テューダーに準えて「北海道のターシャ・テューダー」「日本のターシャ・テューダー」とも呼ばれ、「ガーデン街道のグレートマザー」とも呼ばれた。長女によれば、「花畑の中で花に囲まれて死にたい」と言っていたといい、その言葉の通りの最期であった。

## 著作
- 『北の国花物語 花と大地の紫竹ガーデン』六耀社〈りくようしゃガーデニングブック〉、1999年3月。ISBN 978-4-89737-338-6。
- 『紫竹おばあちゃんの幸福の庭』NHK出版、2008年5月。ISBN 978-4-14-040232-0。
- 『咲きたい花はかならず開く』KADOKAWA、2014年2月。ISBN 978-4-04-066304-3。
- 『87歳。紫竹おばあちゃん幸せの花園』海竜社、2014年5月。ISBN 978-4-7593-1374-1。
- 『紫竹おばあちゃんのときめきの花暮らし』世界文化社、2016年4月。ISBN 978-4-418-16213-0。

## 受賞・表彰歴
- 1995年（平成7年） - 北海道観光連盟 花と緑による景観づくり個人表彰[13]
- 2005年（平成17年） - 日本観光協会 花の観光地づくり大賞[13]
- 2015年（平成27年） - 園芸文化協会 園芸文化賞[13]
- 2018年（平成30年） - 北海道150年特別功労賞[23]